# Highland (region)
 For alternative betydninger, se Highland. (Se også artikler, som begynder med Highland)
Highland (skotsk gælisk: Gàidhealtachd,  skotsk: Hieland) er en af de 32 kommuner eller enhedslig myndigheder council areas i det skotske højland, og det er den største lokalregering i Storbritannien.
Det er det syvende mest befolkede områder i Skotland: Det har grænser op til Aberdeenshire, Argyll and Bute, Moray og Perth and Kinross. Highland har sammen med Angus og Stirling områder fra det skotske højland inden for de administrative grænser.
Highland-området dækker størstedelen af hovedlandet og de Indre Hebrider i de historiske counties Inverness-shire og Ross and Cromarty, hele Caithness, Nairnshire og Sutherland og mindre dele af Argyll ogMoray. På trods af navnet, så dækker Highland ikke hele det skotske højland.

## Byer og landsbyer
De største bosættelser er:
| By             | Befolkning |
| -------------- | ---------- |
| Inverness      | 47,790     |
| Nairn          | 10,190     |
| Thurso         | 7,390      |
| Wick           | 6,870      |
| Alness         | 5,950      |
| Fort William   | 5,600      |
| Westhill       | 5,470      |
| Dingwall       | 5,360      |
| Invergordon    | 3,930      |
| Culloden       | 3,830      |
| Tain           | 3,570      |
| Caol           | 3,310      |
| Aviemore       | 3,230      |
| Milton of Leys | 3,160      |
| Muir of Ord    | 2,840      |

### Andre landsbyer
- Alness (Alanais), Altnaharra (Allt na h-Aire), Applecross (A' Chomraich), Ardersier (Àird nan Saor), Ardgour (Àirde Gobhar), Ardnamurchan (Àird nam murchan), Aviemore (An Aghaidh Mhòr), Avoch (Abhach), Auldearn
- Back of Keppoch (A' Cheapaich), Ballachulish (Baile a' Chaolais), Beauly (A' Mhanachainn), Bettyhill (Am Blàran Odhar), (the) Black Isle (An t-Eilean Dubh), Boat of Garten (Coit a' Ghartain), Bonar Bridge (Drochaid a' Bhanna), Broadford (An t-Àth Leathann), Brora (Brùra)
- Carrbridge (Drochaid Chàrr), Conon Bridge (Drochaid Sguideil), Cromarty (Cromba), Culloden (Cul Lodan / Cùil-lodair), Cawdor, Croy
- Dalwhinnie (Dail Chuinnidh), Dingwall (Inbhir Pheofharain), Dornie (An Dòrnaidh), Dornoch (Dòrnach), Drumnadrochit (Druim na Droichaid), Dulnain Bridge (Drochaid Thulnain), Dunvegan (Dùn Bheagain), Durness (Diuranais), Duror (of Appin) (Aphainn Duror)
- Fearn (Manachainn Rois), Fort Augustus (Cill Chuimein), Fortrose (A' Chananaich), Fort William (An Gearasdan)
- Gairloch (Geàrrloch), Glencoe (Gleann Comhann), Glenfinnan (Gleann Fionnan), Golspie (Goillspidh), Grantown-on-Spey (Baile nan Granndach)
- Helmsdale (Bun Ilidh)
- Invergarry (Inbhir Garadh), Invergordon (Inbhir Ghòrdain), Inverie (Inbhir Iodh), Invermoriston (Inbhir Mhoireastain), Inverness (Inbhir Nis)
- John o' Groats (Taigh Iain Ghròt)
- Kiltarlity (Bràigh na h-Àirde), Kingussie (Ceann a' Ghiùbhsaich), Kinlochbervie (Ceann Loch Biorbhaidh), Kinlochleven (Ceann Loch Lìobhann), Knoydart (Cnòideart), Kyle of Lochalsh (Caol Loch Aillse)
- Lochcarron (Loch Carrann), Lochinver (Loch an Inbhir)
- Mallaig (Malaig), Maryburgh (Baile Màiri), Muir of Ord (Am Blàr dubh)
- Nairn (Inbhir Narann), Newtonmore (Baile Ùr an t-Slèibh)
- North Ballachulish (Baile a' Chaolais air Tuath)
- Onich (Omhanaich)
- Plockton (Am Ploc), Portmahomack (Port Mo-Chalmaig), Portree (Port Rìgh)
- Rosemarkie (Ros Maircnidh), Roy Bridge (An Drochaid Ruaraidh)
- Spean Bridge (An Droichaid Spean), Strathpeffer (Srath Pheofhair), Strontian (Sròn an t-Sìthein)
- Tain (Baile Dhubhthaich), Thurso (Inbhir Theòrsa), Tongue (Tunga), Torridon (Toirbheartan)
- Ullapool (Ullapul)
- Wick (Inbhir Ùige)